# Отрицательное биномиальное распределение
Отрица́тельное биномиа́льное распределе́ние, также называемое распределением Паскаля — это распределение дискретной случайной величины, равной числу произошедших неудач в последовательности испытаний Бернулли с вероятностью успеха {\displaystyle p}, проводимых до {\displaystyle r}-го успеха.

## Определение
Пусть {\displaystyle \{X_{i}\}_{i=1}^{\infty }} — последовательность независимых случайных величин с распределением Бернулли, то есть
{\displaystyle X_{i}=\left\{{\begin{matrix}1,&p\\0,&q\equiv 1-p\end{matrix}}\right.,\;i\in \mathbb {N} .}
Построим случайную величину {\displaystyle Y} следующим образом. Пусть {\displaystyle k+r} — номер {\displaystyle r}-го успеха в этой последовательности. Тогда {\displaystyle Y=k}. Более строго, положим {\displaystyle S_{n}=\sum \limits _{i=1}^{n}X_{i}}. Тогда
{\displaystyle Y=\inf\{n\mid S_{n}=r\}-r}.
Распределение случайной величины {\displaystyle Y}, определённой таким образом, называется отрицательным биномиальным. Пишут: {\displaystyle Y\sim \mathrm {NB} (r,p)}.

## Функции вероятности и распределения
Функция вероятности случайной величины {\displaystyle Y} имеет вид:
{\displaystyle \mathbb {P} (Y=k)={\binom {k+r-1}{k}}\,p^{r}q^{k},\;k=0,1,2,\ldots }.
Функция распределения {\displaystyle Y} кусочно-постоянна, и её значения в целых точках может быть выражено через неполную бета-функцию:
{\displaystyle F_{Y}(k)=I_{p}(r,k+1)}.

## Моменты
Производящая функция моментов отрицательного биномиального распределения имеет вид:
{\displaystyle M_{Y}(t)=\left({\frac {p}{1-qe^{t}}}\right)^{r}},
откуда
{\displaystyle \mathbb {E} [Y]={\frac {rq}{p}}}
{\displaystyle \mathrm {D} [Y]={\frac {rq}{p^{2}}}}

## Свойства
Пусть {\displaystyle Y_{i}\sim NB(r_{i},p)}, тогда {\displaystyle \sum _{i}Y_{i}\sim NB\left(\sum _{i}r_{i},p\right)}

## Частные случаи отрицательного биномиального распределения
- При r→∞  отрицательное биномиальное распределение становится распределением Пуассона
- Если параметр r - целое число, то отрицательное биномиальное распределение становится обобщенным распределением Бозе-Эйнштейна [1].
- При r=1 отрицательное биномиальное распределение становится геометрическим распределением
- При r=1 получающееся геометрическое распределение является распределением Бозе-Эйнштейна для одного источника (a single source) [1].